# Титон (Секретные материалы)
«Титон» (англ. «Tithonus») — 10-й эпизод 6-го сезона сериала «Секретные материалы». Премьера состоялась 24 января 1999 года на телеканале FOX. Эпизод принадлежат к типу «монстр недели» и никак не связан с основной «мифологией сериала», заданной в первой серии. Режиссёр — Майкл В. Уоткинс, автор сценария — Винс Гиллиган, приглашённые звёзды — Джеффри Льюис, Ричард Рукколо, Джеймс Пикенс младший, Мэтт Галлини, Наоми Мацуда, Эндж Биллман, Бэрри Уиггинс, Хавьер Грайеда, Делл Йонт, Никки Фейн.
В США серия получила рейтинг домохозяйств Нильсена, равный 9,2, который означает, что в день выхода серию посмотрели 15,9 миллиона человек.
Главные герои серии — Фокс Малдер (Дэвид Духовны) и Дана Скалли (Джиллиан Андерсон), агенты ФБР, расследующие сложно поддающиеся научному объяснению преступления, называемые Секретными материалами.

## Сюжет
Некий человек преследует девушку по зданию, она заходит в лифт с другими людьми, который разбивается, в это время преследователь фотографирует умирающих. Фотограф становится подозреваемым в убийствах, заниматься этим делом начинает агент Риттер и Скалли. На допросе выясняется, что фотограф Альфред Фелиг получил восемь ножевых ранений в спину, но остался жив. Агент Малдер следит за ходом дела и решается проверить биографию фотографа более глубоко, выясняет, что он несколько раз менял личность и родился в 1849 году. Скалли требует ответа от фотографа, тот берет ее с собой на работу, они вместе ездят по ночному городу, до того момента, как встречают проститутку, которая должна погибнуть и погибает. Скали расспрашивает фотографа о том, как такое возможно и кто он. Альфред, рассказывает ей историю о том, как он заболел во времена эпидемии Жёлтой лихорадки и как он увидел смерть и отвернулся от неё, и та забрала медсестру, что сидела с ним. С тех пор он не может умереть, он пытался убить себя множество раз, но безуспешно. Фотограф видит, что скоро умрёт и Скалли. Он ждёт, в его квартиру врывается агент Риттер, он стреляет, и пуля попадает в Скалли, она ранена. Риттер вызывает скорую, а фотограф забирает смерть Скалли себе и умирает. Скалли остается в живых.